# Krasobruslení na Zimních olympijských hrách 1968
Krasobruslení na Zimních olympijských hrách 1968 se konalo na stadionu Le Stade Olympique de Glace v Grenoblu. Soutěž tanečních párů byla ukázkovou disciplínou, která byla zařazena do oficiálního programu her na olympiádě v Insbruku roku 1876.

## Medailové pořadí zemí
| Pořadí | Země                                 | Zlato | Stříbro | Bronz | Celkově |
| ------ | ------------------------------------ | ----- | ------- | ----- | ------- |
| 1.     | Sovětský svaz (URS)                  | 1     | 1       | 0     | 2       |
| 1.     | Spojené státy americké (USA)         | 1     | 1       | 0     | 2       |
| 3.     | Rakousko (AUT)                       | 1     | 0       | 0     | 1       |
| 4.     | Německá demokratická republika (GDR) | 0     | 1       | 0     | 1       |
| 5.     | Francie (FRA)                        | 0     | 0       | 1     | 1       |
| 5.     | Západní Německo (FRG)                | 0     | 0       | 1     | 1       |
| 5.     | Československo (TCH)                 | 0     | 0       | 1     | 1       |
|        | Celkem                               | 3     | 3       | 3     | 9       |

## Medailisté

### Muži
| Disciplína | Zlato                             | Výkon  | Stříbro                                 | Výkon  | Bronz                        | Výkon  |
| ---------- | --------------------------------- | ------ | --------------------------------------- | ------ | ---------------------------- | ------ |
| muži       | Wolfgang Schwarz · Rakousko (AUT) | 1904,1 | Tim Wood · Spojené státy americké (USA) | 1891,6 | Patrick Péra · Francie (FRA) | 1864,5 |

### Ženy
| Disciplína | Zlato                                           | Výkon  | Stříbro                                                    | Výkon  | Bronz                               | Výkon  |
| ---------- | ----------------------------------------------- | ------ | ---------------------------------------------------------- | ------ | ----------------------------------- | ------ |
| ženy       | Peggy Flemingová · Spojené státy americké (USA) | 1970,5 | Gabriele Seyfertová · Německá demokratická republika (GDR) | 1882,3 | Hana Mašková · Československo (TCH) | 1828,8 |

### Smíšené soutěže
| Disciplína        | Zlato                                                        | Výkon | Stříbro                                                    | Výkon | Bronz                                                                         | Výkon |
| ----------------- | ------------------------------------------------------------ | ----- | ---------------------------------------------------------- | ----- | ----------------------------------------------------------------------------- | ----- |
| sportovní dvojice | Sovětský svaz (URS) · Ljudmila Bělousovová · Oleg Protopopov | 315,2 | Sovětský svaz (URS) · Tatjana Žukovová · Aleksandr Gorelik | 312,3 | Německá demokratická republika (GDR) · Margot Glockshuberová · Wolfgang Danne | 304,4 |

## Ukázkové soutěže

### Smíšené soutěže
| Disciplína   | 1. místo                                              | Výkon | 2. místo | Výkon | 3. místo | Výkon |
| ------------ | ----------------------------------------------------- | ----- | -------- | ----- | -------- | ----- |
| taneční páry | Velká Británie (GBR) · Diane Towlerová · Bernard Ford |       | Země ·   |       | Země ·   |       |